# 18. март
18. март (18.03) је 77. дан у години по грегоријанском календару (78. у преступној години). До краја године има још 288 дана.

## Догађаји
- 1229 — Римско-немачки цар Фридрих II крунисао се за краља Јерусалима, током Шестог крсташког рата.
- 1241 — Монголи су бици код Хмељника поразили пољске војске из краковског и сандомјешког војводства и похарали напуштени Краков.
- 1314 — Француски краљ Филип IV је наредио да се Жак де Моле, последњи велики мајстор Темпларског реда, спали на ломачи.
- 1848 — У Милану избила побуна против Аустрије. Аустријски фелдмаршал Јохан Јозеф Радецки морао да повуче трупе из града.
- 1850 — Кнез Александар Карађорђевић одобрио Пројекат устројења артиљеријске школе, претходнице, Војне академије.
- 1871 — Француски председник Адолф Тјер је наредио евакуацију из Париза након што су избили раднички немири као последица француског пораза у Француско-пруском рату, што је довело до оснивање владе Париске комуне.
- 1919 — Основан фудбалски клуб ФК Валенсија.
- 1921 — Потписивањем мира у Риги између Пољске и Совјетске Русије формално је окончан Пољско-совјетски рат.
- 1921 — Бољшевици су војном интервенцијом окончали побуну морнара у Кронштату, главној бази руске Балтичке флоте.
- 1922 — Британске колонијалне власти осудиле Махатму Гандија, вођу индијског покрета за независност, на шест година затвора због кампање грађанске непослушности.
- 1948 — Совјетска влада опозвала војне стручњаке из Југославије, наредног дана и цивилне, што је био први јавни знак разилажења југословенског комунистичког лидера Јосипа Броза Тита и совјетског Јосифа Стаљина.
- 1962 — Потписан Евијански мировни споразум којим је окончан осмогодишњи рат за независност Алжира од француске колонијалне власти.
- 1965 — Током лета васионског брода "Васход 2" совјетски космонаут Алексеј Леонов изашао из летелице и постао први човек који је „прошетао“ свемиром.
- 1967 — Брод „Тори кањон“ испустио 80.000 тона нафте близу обале Велике Британије.
- 1970 — Генерал Лон Нол извео државни удар у Камбоџи док је шеф државе, принц Нородом Сиханук, био у посети Москви.
- 1991 — Усвојене измене Статута САО Крајине, по којима се САО Крајина редефинише као посебан политички ентитет у саставу Југославије.
- 1992 — Представници све три зараћене стране у рату у Босни и Херцеговини потписали споразум којим прихватају Карингтон-Кутиљеров план.
- 1993 — Српске снаге су у босанском рату блокирале хуманитарне конвоје Уједињених нација за Сребреницу и извршиле један од најтежих артиљеријских напада на опкољено Сарајево.
- 1994 — Босна и Херцеговина и Хрватска у Вашингтону, у присуству председника САД Била Клинтона, потписале споразум о муслиманско-хрватској федерацији у БиХ, која је касније, Дејтонским споразумом, постала један од два ентитета у бившој југословенској републици БиХ.
- 2000 — У поплавама у Мозамбику живот изгубило 700 људи, око два милиона остало без домова.
- 2003 — Скупштина Србије, после убиства Зорана Ђинђића, за новог премијера Србије изабрала тадашњег функционера Демократске странке, Зорана Живковића.
- 2004 — Хашки трибунал осудио пензионисаног адмирала Југословенске народне армије Миодрага Јокића на седам година затвора због гранатирања Дубровника у децембру 1991.
- 2006 — У Пожаревцу сахрањен Слободан Милошевић.
- 2014 — Парламенти Русије и Крима су потписали споразум о присаједињењу.
- 2022 — Званично отворен Мост „Чанакале 1915” који је тада био најдужи висећи мост на свету.

## Рођења
- 1496 — Мери Тјудор, војвоткиња од Сафока, француска краљица и енглеска племкиња. (прем. 1533)
- 1783 — Милош Обреновић, кнез Србије, вођа Другог српског устанка. (прем. 1860)[1]
- 1842 — Стефан Маларме, француски песник. (прем. 1898)[2]
- 1844 — Николај Римски-Корсаков, руски композитор. (прем. 1908)[3]
- 1858 — Рудолф Дизел, немачки инжењер, проналазач мотора са унутрашњим сагоревањем. (прем. 1913)[4]
- 1858 — Јосип Козарац, хрватски писац, песник, полемичар и дипломирани инжењер шумарства. (прем. 1906)[5]
- 1869 — Невил Чемберлен, британски политичар, премијер Велике Британије (1937—1940). (прем. 1940)[6]
- 1874 — Николај Бердјајев, руски филозоф и политичар. (прем. 1948)
- 1904 — Сречко Косовел, словеначки песник. (прем. 1926)[7]
- 1909 — Љубица Марић, српска композиторка и академкиња. (прем. 2003)[8]
- 1924 — Војислав Симић, српски музичар, композитор и диригент.[9]
- 1932 — Џон Апдајк, амерички писац. (прем. 2009)[10]
- 1950 — Бред Дуриф, амерички глумац.[11]
- 1956 — Ингемар Стенмарк, шведски алпски скијаш.[12]
- 1959 — Лук Бесон, француски редитељ, сценариста и продуцент.[13]
- 1959 — Ајрин Кара, америчка музичарка и глумица. (прем. 2022)
- 1963 — Ванеса Л. Вилијамс, америчка музичарка и глумица.[14]
- 1965 — Дајана Лорен, америчка порнографска глумица, редитељка, плесачица и певачица.[15]
- 1969 — Александар Коцић, српски фудбалски голман и фудбалски тренер.[16]
- 1971 — Милан Чучиловић, српски глумац.[17]
- 1973 — Миранда Силвергрен, шведска музичарка и музичка продуценткиња.[18]
- 1977 — Вили Сањол, француски фудбалер и фудбалски тренер.[19]
- 1979 — Адам Левин, амерички музичар, музички продуцент и глумац, најпознатији као фронтмен групе -Maroon 5}-.[20]
- 1979 — Данил Харис, америчка глумица и модел.[21]
- 1980 — Себастијан Фреј, француски фудбалски голман.[22]
- 1981 — Фабијан Канчелара, швајцарски бициклиста.[23]
- 1981 — -LP}-, америчка музичарка.
- 1983 — Стефани Коен-Алоро, француска тенисерка.[24]
- 1984 — Раџив Рам, амерички тенисер.[25]
- 1989 — Лили Колинс, енглеска глумица и модел.[26]
- 1989 — Филип Крушлин, хрватски кошаркаш.[27]
- 1991 — Пјер-Иг Ербер, француски тенисер.[28]
- 1991 — Тијана Малешевић, српска одбојкашица.[29]
- 1993 — Бранко Јовичић, српски фудбалер.[30]
- 1997 — Ивица Зубац, хрватски кошаркаш.[31]

## Смрти
- 1584 — Иван IV Грозни, руски цар. (рођ. 1533)[32]
- 1768 — Лоренс Стерн, енглески књижевник ирског порекла.  (рођ. 713)[33]
- 1913 —  Ђорђе I, грчки краљ данског порекла.  (рођ. 1845)[34]
- 1956 —  Николај Велимировић, владика охридски и жички. (рођ. 1880)
- 1965 — Фарук I, бивши египатски краљ.  (рођ. 1920)[35]
- 1980 — Ерих Фром, немачки социјални психолог, психоаналитичар и хуманистички филозоф. (рођ. 1900)[36]
- 1983 — Умберто II, бивши италијански краљ.(рођ. 1904)[37]
- 1987 — Милорад Арсенијевић, српски и југословенски фудбалер и универзитетски професор. (рођ. 1906)[38]
- 2000 — Јелена Шантић, примабалерина, теоретичар балета и борац за мир. (рођ. 1944)[39]
- 2005 — Огњен Лакићевић, књижевник и издавач и директор Удружења издавача и књижара Југославије. (рођ. 1937)
- 2008 —
  - Живојин Миленковић, српски глумац (рођ. 1927)[40]
  - Артур Чарлс Кларк, амерички књижевник - писац научне фантастике, магистар математике и физике, сценариста. (рођ. 1917)[41]
- 2012 — Верица Бараћ, председник Савета Владе Србије за борбу против корупције. (рођ. 1955)[42]
- 2014 — Душан Почек, српски глумац (рођ. 1932)[43]

## Празници и дани сећања
- Српска православна црква слави:
  - Светог мученика Конона Исавријског
  - Светог мученика Конона Баштована
  - Преподобног Исихија Посника
  - Преподобног Марка Подвижника